# Szebb holnap
A Szebb holnap (eredeti címén Ying hung boon sik [magyaros átírása: Jing hung bún szik], angolul A Better Tomorrow) 1986-ban bemutatott hongkongi akciófilm, ami nagy hatással volt Hongkong filmiparára és később a filmkészítés nemzetközi skálájára is.
A filmet John Woo rendezte, főszereplői Chow Yun-fat, Ti Lung és Leslie Cheung. A kis költségvetés és a mérsékelt promóció ellenére bemutatásakor jól fogadta a közönség és később más ázsiai országokban is kasszasiker lett. Ez eredményezte a Szebb holnap 2 című folytatást, ami egy évvel követte az első részt, valamint a trilógia záródarabja, a Szebb holnap 3: Szerelem és halál Saigonban, amit rendezői komplikációk miatt egyedül Tsui Hark készített. A Szebb holnap a második helyen áll Minden idők 100 legjobb kínai filmje listáján.

## Cselekmény
Ho a triád gengszterek megbecsült tagja, aki egy pénznyomdában dolgozik, ahol hamis amerikai dollárokat gyártanak. Ő a tranzakciók vezetője és képviselője, társa pedig Mark, aki szintén bűnöző, mindketten tisztelik a nagyfőnököt.
Honak van egy öccse, Kit, akit nagyon óv és szeret, ám a férfi rendőrnek készül és keményen elítéli a maffia módszereit és terjeszkedését, ám apjuknak hála Kit mit sem tud bátyja illegális tevékenységeiről. Hot főnöke Tajvanra küldi, véglegesíteni egy üzletet, valamint maga mellé kap egy új társat, Shinget. A helyszínen kiderül, hogy valaki köpött a rendőröknek. Ho és Shing menekülni kényszerül, ám Hot eltalálják és elkapják a rendőrök, Shingnek sikerül elszöknie. Mikor Mark megtudja, hogy elkapták Hot, fegyvert fog és elindul megölni azokat, akik a dologért felelősek. Mark mindenkit lemészárol, ám kifelé menet az egyik még életben maradt férfi meglövi a térdkalácsát.
Amíg Ho börtönben van, apját megölik Shing emberei (Shing vette át az uralmat a bűnszövetkezet fölött). A haldokló férfi utolsó szavaival elmondja Kitnek, hogy meg kell bocsátania bátyjának. Ezután Kit Hot tartja felelősnek apjuk haláláért.
Ho három év után kijön a börtönből és állást vállal egy taxis cégnél. Az egyik nap találkozik a megnyomorított Markkal, akit örökre nyugdíjaztak. Elbeszélgetnek, majd Mark esedezik Honak, hogy menjenek vissza a maffiához, de Ho ellenáll a kérésnek. Shing szintén kényszeríti Hot, hogy térjen vissza, de Mark nélkül. Majd mikor a férfi ismét ellenáll, Shing megfenyegeti, hogy ha nem megy vissza, megöli Markot és Kitet.
Kit utánanéz Shingnek és tudomást szerez a következő nagyszabású üzletéről. Ho figyelmezteti öccsét, hogy ez csapda, ám a férfi nem hallgat rá. Később Shing emberei agyonverik Markot, majd a férfi érzelemtől túlfűtötten úgy dönt, bosszút áll az egész bandán, Ho viszont könyörög neki, hogy ne tegye.
Az utolsó jelenetben Kitet Shing emberei támadják, közben Mark és Ho is besegít neki. Hot megsebesíti egy golyó, amit Kitnek szántak. Ezután Mark elmondja az öccsnek, hogy Ho mindent feláldozna a megmentéséért. Miután befejezi a mondatot, Markot szétlövik és meghal. A rendőrök megérkeznek és Shing megadja magát, Ho megpróbálja lelőni, de kifogyott a golyókból. Shing védi magát: "Nekem rengeteg pénzem van, két vagy három nap múlva már kint leszek." A két testvért ez nem érdekli. Kit odaad egy pisztolyt Honak, mire Ho megöli Shinget. Ezután a férfi bilincset rak magára és követeli Kittől, az öccsétől, hogy vegye őrizetbe.

## Szereplők
- Ti Lung – Sung Tse-Ho
- Leslie Cheung – Sung Tse-Kit
- Chow Yun-fat – Mark 'Gor' Lee
- Emily Chu – Jackie
- Waise Lee – Shing
- Shing Fui-On – Shing jobb-keze
- Kenneth Tsang – Ken
- Tsui Hark – Music Judge (cameo)

- John Woo (cameo), a tajvani rendőrfőnök, aki a mészárlás helyszínén sétál, lassított felvételben.
- Stephen Chow, filmkarrierje korai szakaszán egy tajvani triádvezér testőrét alakítja.

## Produkció

### Elkészítés
A Szebb holnap voltaképp egy 1967-ben készült kantoni film remakeje, aminek Ying xiong ben se a címe. A producer Tsui Hark már régóta játszadozott a gondolattal, hogy feldolgozza a filmet, ám a tetemes mennyiségű munka miatt a rendezésre jóbarátját, John Woot kérte fel. Hark megkérte a forgatókönyv íróit, hogy a szereplőket pénzhamisítóknak tüntessék fel a drogkereskedők helyett, mivel ez megnöveli a "hős-faktorukat".
John Woo a film hőseiül gengsztereket választott, mivel úgy gondolta, hogy a jólelkű, hongkongi állampolgárok túl egysíkúak és unalmasak. Mark Gor (jelentése "vándorló lovag") egy korábbi Woo-filmen alapul, aminek a címe Last Hurrah for Chivalry volt. Néhány mozitulajdonos ajánlotta be Chow Yun-fatot a producer Tsui Harknak. Yun-fat akkor még kizárólag a tévében volt híres, a mozikban minden filmje megbukott, a kritikusok "bevételgyilkosnak" nevezték. Bár korábban egyáltalán nem játszott akciófilmben, John Woo mégis őt választotta ki a szerepre, mivel szerinte a színész egyáltalán nem úgy néz ki, mint egy akcióhős.
A film angolra fordított címe A Better Tomorrow volt. A film közepén ezt énekli két iskolák gyerek (mandarinul). Ez a dal valójában egy Újévi nóta, amit nagy csoportokban szoktak énekelni. Amikor a filmet 1989-ben bemutatták a Fülöp-szigeteken, Better Tomorrow: Rapid Fire II címmel reklámozták. A mozit az 1988-ban készült Rapid Fire folytatásaként mutatták be, ami komoly pénzügyi siker volt Ázsiában. Voltaképp a két filmnek semmi köze egymáshoz.
A film és Mark Gor karaktere annyira népszerű lett Hongkongban, hogy a bemutatása után egy héttel mindenki olyan ruhákban járt (Ray-Ban napszemüveg, hosszú kabát, fogpiszkáló), mint a főszereplő. Ez ahhoz vezetett, hogy a város irányítói támadni kezdték Woot, hogy túlságosan népszerűsíti a triádokat.

### Zenei inspirációk
A night clubban játszódó jelenet alatt a háttérben egy olyan klasszikus hongkongi dal szól, amit Roman Tam, a cantopop nevű zenei stílus keresztapja énekelt. Ezen kívül a filmben elhangzik Peter Gabriel dala a "Birdy's Theme" (a Madárka című filmből).

### Filmes inspirációk
Mark a lövések előtti belépése az étterembe tisztelgés Martin Scorsese Aljas utcák című filmje előtt. A film voltaképp a Lung Kong által rendezett Ying xiong ben se című film feldolgozása, ami mellesleg megkapta a 39. helyezést Minden idők 100 legjobb kínai filmje listán.
Az a jelenet, amikor Mark Lee elmeséli, hogy karrierje elején vizeletivásra kényszerítették, feltehetőleg valós eseményeken alapul, mivel Chow Yun-fat és Ringo Lam rendező bevallotta ezt Bey Logannek a film DVD-kommentárjában. Ezt a jelenetet később felhasználták Woo későbbi filmje, a Golyó a fejbe készítésénél.

### Kulturális hatások
A Wu-Tang Clan nevű együttes 1997-ben a Wu-Tang Forever című albumukhoz felvették a Better Tomorrow dalt, amit a filmről neveztek el. A Cowboy Bebop című animesorozatban sok utalás van a filmre, különösen mikor Spike és Vicious harcolnak a The Real Folk Blues című epizódban.
Chow Yun-fat a filmben egy Alain Delon napszemüveget hord. A film bemutatása után a boltokból az összeset elvitték. Később a francia színész Alain Delon köszönetnyilvánítást küldött Chownak.

## Fogadtatás
A Szebb holnapot bemutatásakor igen jól fogadta a közönség és a kritika. Idővel világszerte is népszerűvé vált, köszönhetően az egyedi stílusának és a kulturális jelenségének. Az IMDb honlapon jelenleg 7,5 pontra áll.
A Rotten Tomatoes oldalán 93%-ot kapott 14 kritikus összesítésének eredményeként, a nézők 86%-ra értékelték. Magyarországon a filmet nem mutatták be a mozik, viszont a tévében levetítették mindhárom részt, valamint szűk rétegen belül kultfilm lett. Hasonló a helyzet a DVD megjelenéssel is, ami 2008-ban lett esedékes, jó 5 évnyi várakozás után.